# Reggentörlturm
Der Reggentörlturm (3176 m ü. A.) ist ein Berggipfel des Maurerkamms in der Venedigergruppe in Osttirol (Österreich). Er liegt im Norden des Gemeindegebiets von Prägraten am Großvenediger. Benachbarte Gipfel sind die Nördliche Malhamspitze im Süden und die Reggenspitze bzw. die Vordere Gubachspitze im Norden.

## Lage
Der Reggentörlturm ist ein Felsturm am Südgrat der Vorderen Gubachspitze (3316 m ü. A.) zwischen dem Reggentörl (3047 m ü. A.) im Süden  und der Reggenspitze (3230 m ü. A.) im Norden, wobei es sich bei der Reggenspitze lediglich um einen unbedeutenden Absatz am Südgrat der Vorderen Gubachspitze handelt. Die Benennung der Reggenspitze erfolgte auf Anregung von Th. Harpprecht, der jedoch für diesen Namen eigentlich den Reggentörlturm vorgesehen hatte.  Während nach Norden hin keine benannte Scharte zu den Nachbargipfeln besteht, trennt das Reggentörl den Reggentörlturm von der Nördlichen Malhamspitze (3368 m ü. A.). Östlich des Reggentörlturms liegt das Umbalkees, dass ins Umbaltal entwässert, westlich das Simonykees, dass den nahen Simonysee bildet, und in der Folge den Maurerbach speist.

## Aufstiegsmöglichkeiten
Der Weg auf den Reggentörlturm führt in der Regel von der Essener-Rostocker Hütte nach Osten zum vergletscherten Reggentörl, wobei der Gipfel in der Folge am leichtesten über den gutgestuften Nordgrat begangen wird (II-III). Das Reggentörl kann alternativ auch von Westen von der Kleinen-Philipp-Reuter-Hütte bzw. der Clarahütte erreicht werden.